# Usui Mikao

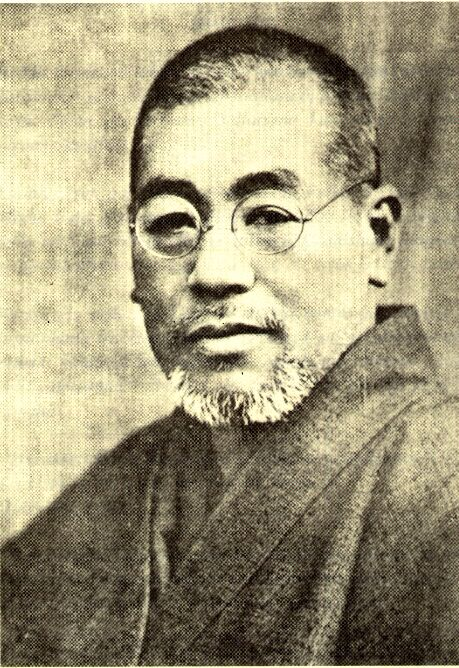
Usui Mikao

Usui Mikao (japanisch 臼井 甕男; * 15. August 1865 in Taniai, Yamagata-gun (heute: Yamagata), Präfektur Gifu; † 9. März 1926 in Fukuyama) gilt als der Begründer der Reiki-Lehre.

## Leben
Über Usui Mikao liegen keine gesicherten biographischen Daten vor. Der größte Teil der auffindbaren Angaben über sein Leben sind Berichte der Reiki-Meisterin Hawayo Takata, deren Kenntnisse über Usuis Leben nach ihren Angaben auf Hörensagen beruht. Usui war bereits gestorben, als sie in den 1930er Jahren seine Lehre in Japan kennengelernt haben will.
Nach der von Hawayo Takata verbreiteten Legende soll Usui während einer 21-tägigen Fastenmeditation als Tendai-Buddhist 1922 auf dem heiligen Berg Kurama (鞍馬山, Kurama-yama) nahe Kyōto nach eigenen Angaben ein Satori-Erleuchtungserlebnis erlebt haben. Daraus habe er ein spirituelles Heilsystem, das er Usui Reiki Ryōhō (臼井靈氣療法) nannte, entwickelt. Mit diesem System habe er eine große Zahl spektakulärer Heilungserfolge erzielen können.
Angesichts dieser Erlebnisse soll Usui beschlossen haben, unter den Armen und Kranken in Kyōtos Elendsvierteln, dem sogenannten „Bettlerkönigreich“, zu arbeiten und dadurch ein besseres Verständnis von Reiki zu gewinnen. Unter anderem soll er viele Opfer des großen Kantō-Erdbebens im September 1923 behandelt haben.
Usui ging später auf Reisen, um Reiki zu verbreiten und bei anderen Personen den Zugang zu Reiki zu aktivieren, damit diese sich selbst und andere mit Reiki behandeln können. So führte er viele Reiki-Behandlungen und Reiki-Einweihungen durch. Er traf schließlich auf Hayashi Chūjirō, einen Reserveoffizier der Marine und Mediziner, der einer seiner historisch wichtigsten Schüler wurde. Nach Usuis Tod übernahm Hayashi die Tradition des Behandelns mit Reiki und des Lehrens von Reiki in seiner Klinik in Tokio.
Im Februar 1925 ging Usui nach Nakano. Er bereiste Kure, Hiroshima und Saga. Am 9. März 1926, im Alter von 60 Jahren, starb er in einem Gasthaus in Fukuyama. Zu diesem Zeitpunkt soll er mehrere tausend Schüler in Japan in Reiki eingeweiht haben, davon ungefähr zwanzig in den Meistergrad, so das Verzeichnis der Usui Reiki Ryōhō Gakkai. Im Gegensatz zu heute hat damals die Einweihung in den Meistergrad immer die Lehrbefähigung für Reiki beinhaltet.

## Die fünf Konzepte
Usuis Vermächtnis ist auch die triviale Erkenntnis, dass man an den Dingen arbeiten solle, die man verbessern könne und die Dinge akzeptieren müsse, die man nicht ändern könne. Dies sei das Rezept für ein glückliches Leben.
Die Essenz davon ist heute als die fünf Konzepte, die fünf Prinzipien oder die fünf Lebensregeln bekannt. Sie werden auch heute noch während der Reiki-Ausbildung gelehrt.
| Kanji | Lesung | Deutsch |
| --- | --- | --- |
| 招福の秘法 萬病の靈薬 今日丈けは 怒るな 心配すな 感謝して 業をはけめ 人に親切に 朝夕合掌して心に念じ 口に唱へよ 心身改善 臼井靈気療法 肇祖 臼井甕男 | Shōfuku no hihō Mambyō no reiyaku Kyō dake wa Ikaruna Shimpai suna Kansha shite Gyō o hakeme Hito ni shinsetsu ni Asayū gasshō shite kokoro ni nenji Kuchi ni tonae yo Shinshin kaizen Usui Reiki Ryōhō Chōso Usui Mikao | Die geheime Kunst, das Glück einzuladen. Die wunderbare Medizin für alle Krankheiten. Wenigstens heute, ärgere Dich nicht, sorge Dich nicht, sei dankbar, arbeite eifrig, sei freundlich zu allen. Jeden Morgen und Abend falte die Hände, bete von Herzen und Rufe ihn [Buddha] laut an. Zur Verbesserung von Geist und Körper. Usui Reiki Ryōhō Der Gründer Usui Mikao |